# Jaguariaíva (kommun)
Jaguariaíva är en kommun i Brasilien.   Den ligger i delstaten Paraná, i den södra delen av landet, 1 000 km söder om huvudstaden Brasília. Antalet invånare är 32 616.
Följande samhällen finns i Jaguariaíva:
- Jaguariaíva

I omgivningarna runt Jaguariaíva växer i huvudsak städsegrön lövskog. Runt Jaguariaíva är det ganska glesbefolkat, med 26 invånare per kvadratkilometer.